# Državni zbor (Slovenija)
Državni zbor Republike Slovenije (skr. DZ) je opće predstavničko tijelo Slovenije. Prema Ustavu Slovenije i Ustavnom sudu Slovenije, glavni je dio izrazito nepotpunog dvodomnog slovenskog parlamenta, zakonodavne vlasti Republike Slovenije. Jednodoman je i ima 90 članova, izabranih na mandat od četiri godine. Od tih članova, njih 88 je izabrano korištenjem sustava razmjerne zastupljenosti popisa stranaka, a preostala dva, upotrebom metode Borda, od manjina koje govore mađarski i talijanski, koje imaju apsolutno pravo veta na pitanja koja se tiču njihovih etničkih skupina. 